# My Generation
My Generation este albumul de debut al trupei engleze de rock The Who lansat de Brunswick Records în Regatul Unit în decembrie 1965. În Statele Unite a fost lansat de Decca în aprilie 1966 sub numele de The Who Sings My Generation cu o copertǎ diferitǎ și cu o listǎ a pieselor ușor schimbatǎ.

## Lista pieselor
1. "Out in The Street" (2:31)
2. "I Don't Mind" (James Brown) (2:36)
3. "The Good's Gone" (4:02)
4. "La-La-La-Lies" (2:17)
5. "Much Too Much" (2:47)
6. "My Generation" (3:18)
7. "The Kids Are Alright" (3:04)
8. "Please, Please, Please" (Brown, John Terry) (2:45)
9. "It's Not True" (2:31)
10. "I'm a Man" (McDaniel) (3:21)
11. "A Legal Matter" (2:48)
12. "The Ox" (Pete Townshend, Keith Moon, John Entwistle, Nicky Hopkins)

- Toate cântecele au fost compuse de Pete Townshend cu excepția celor notate.

## Single-uri
- "My Generation" (1965)
- "A Legal Matter" (1966)
- "The Kids Are Alright" (1966)
- "La-La-La-Lies" (1966)

## Componențǎ
- Roger Daltrey - voce principalǎ, muzicuțǎ
- John Entwistle - chitarǎ bas, voce de fundal
- Keith Moon - baterie, percuție
- Pete Townshend - chitarǎ acusticǎ și chitarǎ electricǎ cu șase și 12 corzi, voce, voce principalǎ pe "A Legal Matter"